# Freunde Aktueller Kunst
Der gemeinnützige Verein Freunde Aktueller Kunst e. V. vermittelt im überregionalen Kunstbetrieb etablierte und neue künstlerische Positionen nationaler und internationaler Gegenwartskunst. Er wurde am 19. März 1998 in Zwickau vom heutigen Vereinsvorsitzenden Klaus Fischer gegründet und zählt zu den größten Kunst- und Kulturvereinen in den neuen Bundesländern.
Der Verein engagiert sich als Kulturveranstalter neben der zeitgenössischen Kunst auch in den Bereichen Architektur und Literatur. Seit seiner Gründung ist der Verein Mitglied in der Arbeitsgemeinschaft Deutscher Kunstvereine (ADKV).
Mediale Aufmerksamkeit erlangte der Kunstverein 2016 im Dokumentarfilm Neo Rauch – Gefährten und Begleiter.

## Auszeichnungen
- 2011: Anerkennungspreis als bester junger Kunstverein – ADKV und Art Cologne[4]
- 2012: Gewinnerverein des Wettbewerbs Call for Members – Kulturstiftung des Bundes[5]

## Ausstellungen
- 1998: ZwischenFormen aktueller Kunst
- 1998: Nach Rom – Stipendiaten der Villa Massimo
- 1999: Rosa Loy – A little bit of …
- 1999: Zufall und Inszenierung
- 2000: Bildwechsel – Aktuelle Malerei aus Sachsen und Thüringen
- 2001: Wer hat Angst vor Roger Whittaker. Ein Event Weekend
- 2002: Laura Bruce – Nanagold & Pink Always Confuses Me
- 2002: Andreas Schlaegel – Absorb Lounge
- 2003: Jenny Rosemeyer – Lametta
- 2004: Christoph Rodde | Margret Eicher | Sophia Schama – be aware of your eyes
- 2004: Katharina Meldner – Spirits
- 2005: Mund + Art
- 2007: Brühlette Royal – Peripherie als Zentrum
- 2008: Auf ein Wort
- 2009: Stedefreund Berlin
- 2011: Zwickau Calling | Kunst in Pflege
- 2011: Gudrun Kemsa – Urban Stage
- 2012: Osmar Osten – Angst vor den IGEA-Leuten
- 2012: Klaus Staeck | Joseph Beuys | A.R. Penck – Edition Klaus Staeck
- 2013: Hin und Weg. Von Zwickau verweht – 20 Künstlerinnen und Künstler
- 2013: Schaufenster – Zwickau meets Dresden
- 2014: John Lennon – Nowhere Man
- 2014: Mensch, werde wesentlich – gemalt ist der Mensch mehr Mensch
- 2015: Rosa Loy | Neo Rauch – Perlmutt[6]
- 2015: Annette Schröter und Erasmus Schröter – Trostbrücke
- 2015: Isabelle Dutoit | Martin Kobe – Girgentana | Fracture
- 2015: Rolf Bier | Julia Schmid – zeig mir (zorro und zoo)
- 2016: Margret Hoppe | Inga Kerber – Rot, Gelb, Blau, Grün
- 2016: Adrian Sauer – Generica
- 2016: Tilo Schulz – I´ve got blisters under my feet an I can´t stop walking
- 2017: Wolfram Ebersbach – Alpenglühen
- 2017: Henriette Grahnert | Jochen Plogsties – Verlobung
- 2018: Nach dem Bild ist vor dem Bild. 75 Malerinnen aus Leipzig
- 2019: Hans Haacke – Documenta-Arbeit „Wir (alle) sind das Volk“
- 2020: FLUID. Prozessuales Ausstellen
- 2021: Ortsgespräche - „… kommt auf den Tisch. Fünf künstlerische Positionen und eine Arbeit von Pipilotti Rist“ - In Zusammenarbeit mit Staatliche Kunstsammlungen Dresden
- 2022: Jana Gunstheimer - Zwickauer Fried Chicken
- 2023: Norbert Bisky - Im Freien